# Кисіль Віктор Іванович
Ві́ктор Іва́нович Кисі́ль (22 березня 1950, с. Нова Маячка, Цюрупинський район, Херсонська область — 2 травня 2021) — український етнограф, викладач-методист КЗ «Херсонський фаховий коледж музичного мистецтва» Херсонської обласної ради, художній керівник та диригенту оркестру української музики «Венцерада», заслужений працівник культури України (2002).

## Життєпис
Народився 1950 року в селищі Нова Маячка Цюрупинського району на Херсонщині. Батьки були поштарями.
Із 1957 року він почав своє навчання у Каховській середній школі № 2, а 1959 року — у Каховській дитячій музичній школі. Закінчивши навчання в школах 1965 року, Віктор Кисіль вступив до Херсонського музичного училища на відділення народних інструментів по класу баяна.
Вчився на кафедрі народних інструментів Київської консерваторії (1969—1974 рр.). Має фах диригента.
Півтора року викладав у Сумському музичному училищі. У листопаді 1976 року Віктора Кисіля звільняють із займаної посади у зв'язку з призовом до лав Радянської Армії. Прослужив рік як баяніст ансамблю пісні та танцю ВВ МВС СРСР.
У листопаді 1977 року, переїхавши до Херсона, працював у краєзнавчому музеї, обласній бібліотеці й Центрі народної творчості.
Згодом викладав у Херсонському музичному училищі.
Після проголошення Незалежності України створив фольклорний ансамбль, який пізніше перетворився на оркестр українських народних інструментів «Венцерада» Херсонського музичного училища, був його незмінним керівником. До репертуару оркестру входили обробки українських народних пісень, які викладач записав переважно на Херсонщині та аранжував, а також авторські твори українських композиторів у обробці Віктора Кисіля для оркестру українських народних інструментів. Віктором Івановичем було аранжовано для оркестру «Венцерада» 11 епізодів з опери С. Гулака-Артемовського «Запорожець за Дунаєм», зимові календарні пісні, стрілецька пісня «За Німан іду» тощо.
У грудні 2017 київське видавництво «Арт-Велес» презентувало «Антологію традиційної музики України» з 10 компакт-дисків. Дев'ятий, «Південь», на 80 % складається з його записів.
Одружений, має сина.

## Громадська діяльність
Під час літніх канікул Віктор Іванович щороку, починаючи від 1978 року, вирушав в піші фольклорні експедиції по селах Таврії, а потім, у вільний від роботи час, розшифровував унікальні записи, зроблені у віддалених куточках області. Переймався зникненням українських народних традицій, етнічної музики. Щоб зберегти живу мову, їздив селами, збираючи фольклор. Вікторові Івановичу вдалося зібрати фонобібліотеку із фольклорних творів Херсонщини на базі відділу мистецтв Херсонської обласної універсальної наукової бібліотеки імені Олеся Гончара.
1989 року за ініціативи Віктора Кисіля, Івана Немченка, Олени Марущак та інших у Херсоні запрацював осередок Товариства української мови, очільником якого одностайно було обрано Віктора Івановича Кисіля. За його ініціативою щороку тумівці організовували і проводили в актових залах Херсонського музичного училища День Соборності України, День Тараса Шевченка та День матері. Після того, як Товариство української мови в Херсоні було реорганізовано у міську організацію Товариства «Просвіта», В. Кисіль залишив посаду його голови. В подальші роки організовував патріотичні заходи в приміщенні музучилища та біля погруддя Тарасові Шевченку.

## Нагороди
- Заслужений працівник культури України (26.02.2002)[1]
- Медаль «Будівничий України» (2005)
- Орден «За заслуги» ІІІ ступеня (2.10.2009)[2]
- Відзнака Президента України «25 років Незалежності України» (2017)
- Орден «За заслуги» ІІ ступеня (3.10.2019)[3]